# Остання карта (фільм)
Остання карта (англ. The Last Card) — американський фільм режисера Байярда Вейллера 1921 року.

## Сюжет
Том Ганнелл, адвокат у кримінальних справах, виявляє інтригу між своєю дружиною Еммою та студентом коледжу Сорлі, який доглядає за піччю в їх будинку. Коли Сорлі йде у підвал, його дружина йде до фортепіано і грає пісню «Кінець ідеального дня». Збожеволівши від невірності дружини, Ганнелл слідує за Сорлі і вбиває його. Наступного дня Кірквуди вирушають у свою щорічну подорож до Флориди; біля тіла знайдено пальто, що належить Кірквуду, і пачку його сигарет. Почувши про вбивство, він повертається додому де його заарештовують за скоєний злочин. Кірквуда захищає Ганнелл, проте його визнають винним. Місіс Кірквуд, яка підозрює Ганнелла, спонукає поліцію прослухати телефонну розмову між нею і Ганнеллом: під час розмови вона змушує свою покоївку грати на фортепіано «Кінець ідеального дня». Побачивши, що його вітальня порожня і почувши звук розгрібання печі, Ганнелл зривається і визнає свою провину, але кидає їй виклик, щоб довести це.

## У ролях
- Мей Еллісон — Елсі Кірквуд
- Алан Роско — Ральф Кірквуд
- Стенлі Геталс — Фредді Кірквуд
- Френк Елліотт — Том Геннелл
- Ірен Хант — Емма Геннелл
- Дена Тодд — Сорлі
- Вілтон Тейлор — шеф поліції
- Едвард Коннеллі — суддя
- Джон Елліотт — окружний прокурор
- Фред Келсі — детектив